# Scorpaena sonorae
Scorpaena sonorae és una espècie de peix pertanyent a la família dels escorpènids.

## Descripció
- Fa 15,8 cm de llargària màxima.[4][5]

## Hàbitat
És un peix marí, demersal i de clima subtropical (32°N-22°N) que viu fins als 30 m de fondària.

## Distribució geogràfica
Es troba al Pacífic oriental central: Mèxic.

## Observacions
És verinós per als humans.